# Ivan Cesar (podobar)
Ivan Cesar, slovenski podobar, * 1864, Mozirje, † 1936 (?).
Ivan Cesar se je podobarstva učil pri očetu Andreju Cesarju ter pozneje pri Jak Gschielu v Gradcu, kjer je obenem obiskaval v obrtni šoli večerni pouk risanja. V mestu Keszthely ob Blatnem jezeru se je naučil klesati podobe iz kamna, nato je nad štiri leta obiskaval umetno obrtno šolo na Dunaju in se nato vrnil v domači kraj. Izdelal je dva oltarja v Mozirju, glavni oltar v Brezjah pri Radmirju, dva oltarja pri Sv. Radegundi, dva v Kokarjih, tri pri Sv. Lenartu  in glavni oltar v Lučah itd., vse v  gornjegrajski dekaniji.